# Eredivisie w piłce siatkowej mężczyzn (2019/2020)
Eredivisie w piłce siatkowej mężczyzn 2019/2020 − 73. sezon mistrzostw Holandii organizowany przez Holenderski Związek Piłki Siatkowej (Nederlandse Volleybalbond). Zainaugurowany został 12 października 2019 roku.
Rozgrywki miały obejmować fazę zasadniczą składającą się z 10 zespołów, grupę mistrzowską i grupę spadkową, w której rywalizowały odpowiednio drużyny z miejsc 1-6 i 8-10 po fazie zasadniej oraz finałów granych do trzech wygranych meczów pomiędzy dwoma najlepszymi zespołami grupy mistrzowskiej.
Do Eredivisie powrócił klub RECO ZVH, który ostatni raz w najwyższej klasie rozgrywkowej uczestniczył w sezonie 2016/2017.
12 marca 2020 roku ze względu na szerzenie się zakażeń wirusem SARS-CoV-2 Holenderski Związek Piłlki Siatkowej wstrzymał do 31 marca wszystkie rozgrywki siatkarskie. 15 marca 2020 roku decyzja ta została przedłużona do 6 kwietnia.
22 marca 2020 roku Holenderski Związek Piłki Siatkowej zdecydował o zakończeniu sezonu Eredivisie bez przyznania tytułu mistrza Holandii. Do Topdivisie relegowany został VV Zaanstad jako zespół, który przed wstrzymaniem rozgrywek zajmował ostatnie miejsce w grupie spadkowej.
W sezonie 2019/2020 w Pucharze CEV Holandię reprezentowały Active Living Orion Doetinchem oraz Draisma Dynamo Apeldoorn, natomiast w Pucharze Challenge – Samen. Lycurgus Groningen.

## System rozgrywek
W fazie zasadniczej 10 drużyn rozgrywa ze sobą spotkania systemem każdy z każdym – mecz u siebie i rewanż na wyjeździe. Sześć najlepszych drużyn uzyskuje awans do grupy mistrzowskiej (kampioenspoule), zespoły z miejsc 8-10 trafiają natomiast do grupy spadkowej (degradatiepoule). Talentteam Papendal Arnhem uczestniczy wyłącznie w fazie zasadniczej i nie podlega ostatecznej klasyfikacji.
W grupie mistrzowskiej drużyny rozgrywają ze sobą spotkania tym samym systemem co w fazie zasadniczej, z tym że rozpoczynają one zmagania z następującą liczbą punktów:
- 1. drużyna fazy zasadniczej – z pięcioma punktami;
- 2. drużyna fazy zasadniczej – z czterema punktami;
- 3. drużyna fazy zasadniczej – z trzema punktami;
- 4. drużyna fazy zasadniczej – z dwoma punktami;
- 5. drużyna fazy zasadniczej – z jednym punktem;
- 6. drużyna fazy zasadniczej – bez punktów.

Dwie najlepsze drużyny po rozegraniu wszystkich meczów w grupie mistrzowskiej uzyskują awans do finałów. W finałach rywalizacja toczy się do trzech wygranych spotkań ze zmianą gospodarza po każdym meczu. Gospodarzem pierwszego meczu finałowego jest drużyna wyżej sklasyfikowana w grupie mistrzowskiej. Zwycięzca finałów zostaje mistrzem Holandii.
W grupie spadkowej zespoły rozgrywają ze sobą po dwa spotkania. Drużyny rozpoczynają zmagania z następującą liczbą punktów:
- 8. drużyna fazy zasadniczej – z dwoma punktami;
- 9. drużyna fazy zasadniczej – z jednym punktem;
- 10. drużyna fazy zasadniczej – bez punktów.

Drużyna, która po rozegraniu wszystkich spotkań w grupie spadkowej zajmuje ostatnie miejsce, opuszcza Eredivisie i od sezonu 2020/2021 będzie miała prawo uczestniczyć w rozgrywkach Topdivisie.

## Drużyny uczestniczące
| | Eredivisie 2019/2020           |   |     |
| --- | ------------------------------ | - | --- |
| DOE | Active Living Orion Doetinchem | 1 | CEV |
| LYC | Samen. Lycurgus Groningen      | 2 | Ch  |
| APE | Draisma Dynamo Apeldoorn       | 3 | CEV |
| SLS | Sliedrecht Sport               | 4 |     |
| TAU | Taurus                         | 5 |     |
| ZAA | VV Zaanstad                    | 6 |     |
| SSS | Advisie SSS                    | 7 |     |
| VOC | VoCASA Volleybal Nijmegen      | 8 |     |
| TTPA | Talentteam Papendal Arnhem     | — |     |
| | Awans z Topdivisie             |   |     |
| ZVH | RECO ZVH                       | 1 |     |
| Oznaczenia: - kolumna pierwsza – skróty nazw drużyn wpisane na mapie (jeśli ta została zamieszczona), - kolumna trzecia – miejsce zajęte przez daną drużynę w poprzednim sezonie. |                                |   |     |

Uwagi:
- Talentteam Papendal Arnhem uczestniczy tylko w fazie zasadniczej i nie podlega klasyfikacji końcowej. W sezonie 2018/2019 fazę zasadniczą zakończył na 5. miejscu.
- Klub Active Living Orion Doetinchem ze względów finansowych zrezygnował z udziału w kwalifikacjach Ligi Mistrzów. Zgłosił się natomiast do Pucharu CEV.
- Klub Draisma Dynamo Apeldoorn uzyskał miejsce w Pucharze CEV jako zdobywca Pucharu Holandii.

Źródło: 

## Hale sportowe
| Klub                           | Hala sportowa               | Miejscowość      | Pojemność (miejsca siedzące) |
| ------------------------------ | --------------------------- | ---------------- | ---------------------------- |
| Active Living Orion Doetinchem | SaZa Topsporthal Doetinchem | Doetinchem       | 1650                         |
| Advisie SSS                    | Sportcentrum De Meerwaarde  | Barneveld        |                              |
| Draisma Dynamo Apeldoorn       | Omnisport Apeldoorn         | Apeldoorn        | 1300                         |
| RECO ZVH                       | Dorpshuis Swanla            | Zevenhuizen      |                              |
| Samen. Lycurgus Groningen      | Topsporthal Alfa-College    | Groningen        | 3000                         |
| Sliedrecht Sport               | Sporthal De Basis           | Sliedrecht       | 1000                         |
| Talentteam Papendal Arnhem     | Van der Knaaphal            | Ede              | 1400                         |
| Taurus                         | Sporthal De Kruisboog       | Houten           | 500                          |
| VoCASA Volleybal Nijmegen      | VoCASA-hal                  | Nijmegen         |                              |
| VV Zaanstad                    | Topsportcentrum De Koog     | Koog aan de Zaan | 1200                         |

## Trenerzy
| Klub                           | Pierwszy trener       | Narodowość | Drugi trener           | Narodowość |
| ------------------------------ | --------------------- | ---------- | ---------------------- | ---------- |
| Active Living Orion Doetinchem | Martijn van Goeverden | Holandia   | Joris Marcelis         | Holandia   |
| Advisie SSS                    | Olaf Ratterman        | Holandia   | Tom Buijs              | Holandia   |
| Advisie SSS                    | Olaf Ratterman        | Holandia   | Lourens van der Linden | Holandia   |
| Draisma Dynamo Apeldoorn       | Redbad Strikwerda     | Holandia   | Michiel van Dorsten    | Holandia   |
| RECO ZVH                       | Kristian van der Wel  | Holandia   | Ronald Kooijman        | Holandia   |
| Samen. Lycurgus Groningen      | Arjan Taaij           | Holandia   | Gerard Smit            | Holandia   |
| Sliedrecht Sport               | Paul van der Ven      | Holandia   | Marnix Elbers          | Holandia   |
| Talentteam Papendal Arnhem     | Arnold van Ree        | Holandia   | —                      | —          |
| Taurus                         | Erik Gras             | Holandia   | Niels Plinck           | Holandia   |
| VoCASA Volleybal Nijmegen      | Joost Joosten         | Holandia   | Misha Latuhihin        | Holandia   |
| VV Zaanstad                    | Sandor Rieuwers       | Holandia   | Derk de Saegher        | Holandia   |

### Zmiany trenerów
| Klub                       | Były trener    | Narodowość | Data odejścia | Powód              | Nowy trener    | Narodowość | Data przyjścia |        |
| -------------------------- | -------------- | ---------- | ------------- | ------------------ | -------------- | ---------- | -------------- | ------ |
| Przed sezonem              |                |            |               |                    |                |            |                |        |
| Advisie SSS                | Ivo Martinovic | Holandia   | 12.05.2019    | koniec kontraktu   | Olaf Ratterman | Holandia   | 13.05.2019     | [ 9 ]  |
| W trakcie sezonu           |                |            |               |                    |                |            |                |        |
| Talentteam Papendal Arnhem | Claudio Gewehr | Holandia   | 22.10.2019    | rezygnacja trenera | Arnold van Ree | Holandia   | 22.10.2019     | [ 10 ] |

## Faza zasadnicza

### Tabela wyników
| Gospodarz \ Gość1              | DOE | LYC | APE | SLS | TAU | ZAA | SSS | VOC | ZVH | TTPA |
| ------------------------------ | --- | --- | --- | --- | --- | --- | --- | --- | --- | ---- |
| Active Living Orion Doetinchem | -   | 1:3 | 3:1 | 3:2 | 3:0 | 3:0 | 3:1 | 3:0 | 3:1 | 3:1  |
| Samen. Lycurgus Groningen      | 3:1 | -   | 0:3 | 3:1 | 3:0 | 3:0 | 3:1 | 3:0 | 3:0 | 3:1  |
| Draisma Dynamo Apeldoorn       | 3:0 | 3:1 | -   | 3:0 | 3:0 | 3:0 | 3:0 | 3:1 | 3:0 | 3:0  |
| Sliedrecht Sport               | 3:1 | 2:3 | 0:3 | -   | 3:1 | 3:1 | 3:0 | 3:0 | 3:0 | 3:0  |
| Taurus                         | 2:3 | 0:3 | 0:3 | 0:3 | -   | 3:1 | 1:3 | 0:3 | 3:2 | 2:3  |
| VV Zaanstad                    | 1:3 | 0:3 | 0:3 | 2:3 | 0:3 | -   | 1:3 | 3:2 | 0:3 | 3:0  |
| Advisie SSS                    | 0:3 | 0:3 | 0:3 | 0:3 | 2:3 | 3:0 | -   | 3:2 | 2:3 | 3:2  |
| VoCASA Volleybal Nijmegen      | 1:3 | 0:3 | 0:3 | 0:3 | 3:2 | 3:2 | 3:1 | -   | 0:3 | 3:1  |
| RECO ZVH                       | 1:3 | 1:3 | 0:3 | 2:3 | 2:3 | 3:0 | 3:1 | 3:1 | -   | 0:3  |
| Talentteam Papendal Arnhem     | 2:3 | 0:3 | 0:3 | 0:3 | 1:3 | 3:0 | 3:1 | 3:1 | 0:3 | -    |

Źródło: Volleybal.nl (niderl.)
1 Drużyna gospodarzy jest wymieniona po lewej stronie tabeli.
Kolory:
  zwycięstwo gospodarzy 3:0 lub 3:1
  zwycięstwo gospodarzy 3:2
  zwycięstwo gości 3:0 lub 3:1
  zwycięstwo gości 3:2

### Terminarz i wyniki spotkań
| Data        | Godz. | Gospodarz                      | Rezultat                                | Gość                           |
| ----------- | ----- | ------------------------------ | --------------------------------------- | ------------------------------ |
| PAŹDZIERNIK |       |                                |                                         |                                |
| 12.10.2019  | 19:30 | Sliedrecht Sport               | 3:1 (23:25, 25:19, 25:23, 25:18)        | Active Living Orion Doetinchem |
| 12.10.2019  | 20:00 | VoCASA Volleybal Nijmegen      | 0:3 (16:25, 21:25, 20:25)               | Samen. Lycurgus Groningen      |
| 12.10.2019  | 20:00 | Taurus                         | 2:3 (25:22, 22:25, 21:25, 25:23, 12:15) | Talentteam Papendal Arnhem     |
| 12.10.2019  | 20:00 | VV Zaanstad                    | 1:3 (24:26, 25:17, 25:27, 20:25)        | Advisie SSS                    |
| 16.10.2019  | 19:30 | Sliedrecht Sport               | 3:0 (25:15, 25:22, 25:23)               | VoCASA Volleybal Nijmegen      |
| 16.10.2019  | 20:00 | Advisie SSS                    | 2:3 (21:25, 25:12, 25:27, 26:24, 12:15) | RECO ZVH                       |
| 16.10.2019  | 20:00 | Talentteam Papendal Arnhem     | 3:0 (25:21, 25:19, 25:16)               | VV Zaanstad                    |
| 16.10.2019  | 20:00 | Samen. Lycurgus Groningen      | 3:0 (25:15, 25:18, 25:19)               | Taurus                         |
| 16.10.2019  | 20:00 | Active Living Orion Doetinchem | 3:1 (25:23, 25:23, 21:25, 25:23)        | Draisma Dynamo Apeldoorn       |
| 19.10.2019  | 19:30 | RECO ZVH                       | 0:3 (18:25, 18:25, 19:25)               | Talentteam Papendal Arnhem     |
| 19.10.2019  | 20:00 | VoCASA Volleybal Nijmegen      | 1:3 (22:25, 25:20, 14:25, 21:25)        | Active Living Orion Doetinchem |
| 19.10.2019  | 20:00 | Taurus                         | 0:3 (20:25, 15:25, 17:25)               | Sliedrecht Sport               |
| 19.10.2019  | 20:00 | VV Zaanstad                    | 0:3 (15:25, 22:25, 20:25)               | Samen. Lycurgus Groningen      |
| 19.10.2019  | 20:00 | Draisma Dynamo Apeldoorn       | 3:0 (25:14, 25:9, 25:21)                | Advisie SSS                    |
| 26.10.2019  | 17:00 | Talentteam Papendal Arnhem     | 0:3 (18:25, 17:25, 20:25)               | Draisma Dynamo Apeldoorn       |
| 26.10.2019  | 19:30 | Sliedrecht Sport               | 3:1 (25:23, 25:14, 23:25, 25:17)        | VV Zaanstad                    |
| 26.10.2019  | 20:00 | VoCASA Volleybal Nijmegen      | 3:2 (25:19, 25:20, 23:25, 23:25, 17:15) | Taurus                         |
| 26.10.2019  | 20:00 | Samen. Lycurgus Groningen      | 3:0 (25:13, 25:21, 25:15)               | RECO ZVH                       |
| 26.10.2019  | 20:00 | Active Living Orion Doetinchem | 3:1 (26:24, 25:15, 22:25, 25:21)        | Advisie SSS                    |
| LISTOPAD    |       |                                |                                         |                                |
| 01.11.2019  | 20:00 | Draisma Dynamo Apeldoorn       | 3:1 (23:25, 25:18, 25:14, 25:18)        | Samen. Lycurgus Groningen      |
| 02.11.2019  | 19:30 | RECO ZVH                       | 2:3 (28:26, 13:25, 25:22, 18:25, 12:15) | Sliedrecht Sport               |
| 02.11.2019  | 19:30 | Advisie SSS                    | 3:2 (26:24, 31:33, 25:22, 21:25, 15:12) | Talentteam Papendal Arnhem     |
| 02.11.2019  | 20:00 | Taurus                         | 2:3 (25:22, 19:25, 21:25, 25:18, 12:15) | Active Living Orion Doetinchem |
| 02.11.2019  | 20:00 | VV Zaanstad                    | 3:2 (23:25, 25:21, 17:25, 25:18, 15:12) | VoCASA Volleybal Nijmegen      |
| 09.11.2019  | 20:00 | Sliedrecht Sport               | 0:3 (22:25, 28:30, 20:25)               | Draisma Dynamo Apeldoorn       |
| 09.11.2019  | 20:00 | VoCASA Volleybal Nijmegen      | 0:3 (21:25, 21:25, 25:27)               | RECO ZVH                       |
| 09.11.2019  | 20:00 | Taurus                         | 3:1 (22:25, 25:21, 25:18, 25:17)        | VV Zaanstad                    |
| 09.11.2019  | 20:00 | Samen. Lycurgus Groningen      | 3:1 (20:25, 25:17, 25:22, 25:15)        | Advisie SSS                    |
| 09.11.2019  | 20:00 | Active Living Orion Doetinchem | 3:1 (25:27, 25:21, 25:13, 26:24)        | Talentteam Papendal Arnhem     |
| 16.11.2019  | 19:30 | RECO ZVH                       | 2:3 (25:27, 22:25, 25:19, 31:29, 13:15) | Taurus                         |
| 16.11.2019  | 19:30 | Advisie SSS                    | 0:3 (18:25, 16:25, 9:25)                | Sliedrecht Sport               |
| 16.11.2019  | 20:00 | VV Zaanstad                    | 1:3 (26:24, 23:25, 17:25, 18:25)        | Active Living Orion Doetinchem |
| 16.11.2019  | 20:00 | Draisma Dynamo Apeldoorn       | 3:1 (21:25, 25:12, 25:17, 25:19)        | VoCASA Volleybal Nijmegen      |
| 17.11.2019  | 16:00 | Talentteam Papendal Arnhem     | 0:3 (21:25, 11:25, 17:25)               | Samen. Lycurgus Groningen      |
| 17.11.2019  | 19:30 | RECO ZVH                       | 0:3 (15:25, 18:25, 20:25)               | Draisma Dynamo Apeldoorn       |
| 30.11.2019  | 19:30 | Sliedrecht Sport               | 3:0 (25:17, 25:12, 25:20)               | Talentteam Papendal Arnhem     |
| 30.11.2019  | 20:00 | VoCASA Volleybal Nijmegen      | 3:1 (25:19, 25:23, 23:25, 25:17)        | Advisie SSS                    |
| 30.11.2019  | 20:00 | Taurus                         | 0:3 (19:25, 22:25, 17:25)               | Draisma Dynamo Apeldoorn       |
| 30.11.2019  | 20:40 | Active Living Orion Doetinchem | 1:3 (21:25, 25:22, 24:26, 16:25)        | Samen. Lycurgus Groningen      |
| GRUDZIEŃ    |       |                                |                                         |                                |
| 01.12.2019  | 15:00 | Draisma Dynamo Apeldoorn       | 3:0 (25:14, 25:14, 25:16)               | Talentteam Papendal Arnhem     |
| 01.12.2019  | 16:00 | VV Zaanstad                    | 0:3 (17:25, 22:25, 21:25)               | RECO ZVH                       |
| 04.12.2019  | 19:30 | RECO ZVH                       | 3:1 (25:18, 25:18, 20:25, 27:25)        | Advisie SSS                    |
| 04.12.2019  | 20:00 | VoCASA Volleybal Nijmegen      | 0:3 (20:25, 15:25, 22:25)               | Sliedrecht Sport               |
| 04.12.2019  | 20:00 | Taurus                         | 0:3 (19:25, 25:27, 25:27)               | Samen. Lycurgus Groningen      |
| 04.12.2019  | 20:00 | VV Zaanstad                    | 3:0 (25:20, 26:24, 25:22)               | Talentteam Papendal Arnhem     |
| 04.12.2019  | 20:00 | Draisma Dynamo Apeldoorn       | 3:0 (25:22, 25:23, 25:17)               | Active Living Orion Doetinchem |
| 07.12.2019  | 17:00 | Talentteam Papendal Arnhem     | 3:1 (19:25, 25:21, 25:23, 25:19)        | VoCASA Volleybal Nijmegen      |
| 07.12.2019  | 19:30 | RECO ZVH                       | 1:3 (20:25, 25:21, 15:25, 16:25)        | Active Living Orion Doetinchem |
| 07.12.2019  | 19:30 | Advisie SSS                    | 2:3 (21:25, 25:21, 25:18, 20:25, 11:15) | Taurus                         |
| 07.12.2019  | 20:00 | Draisma Dynamo Apeldoorn       | 3:0 (25:12, 25:19, 25:15)               | VV Zaanstad                    |
| 07.12.2019  | 20:00 | Samen. Lycurgus Groningen      | 3:1 (25:23, 25:19, 23:25, 26:24)        | Sliedrecht Sport               |
| 14.12.2019  | 19:35 | Sliedrecht Sport               | 3:1 (21:25, 25:23, 25:14, 25:13)        | Taurus                         |
| 14.12.2019  | 19:30 | Advisie SSS                    | 0:3 (9:25, 19:25, 17:25)                | Draisma Dynamo Apeldoorn       |
| 14.12.2019  | 19:30 | Talentteam Papendal Arnhem     | 0:3 (23:25, 17:25, 25:27)               | RECO ZVH                       |
| 14.12.2019  | 20:30 | Active Living Orion Doetinchem | 3:0 (25:23, 25:16, 25:13)               | VoCASA Volleybal Nijmegen      |
| 15.12.2019  | 16:00 | Samen. Lycurgus Groningen      | 3:0 (25:17, 25:16, 25:17)               | VV Zaanstad                    |
| STYCZEŃ     |       |                                |                                         |                                |
| 04.01.2020  | 20:00 | Advisie SSS                    | 0:3 (22:25, 19:25, 16:25)               | Active Living Orion Doetinchem |
| 05.01.2020  | 16:00 | VV Zaanstad                    | 2:3 (16:25, 25:23, 20:25, 25:22, 12:15) | Sliedrecht Sport               |
| 08.01.2020  | 20:00 | VoCASA Volleybal Nijmegen      | 3:2 (17:25, 25:18, 21:25, 25:22, 18:16) | VV Zaanstad                    |
| 08.01.2020  | 20:00 | Active Living Orion Doetinchem | 3:0 (25:14, 25:20, 25:13)               | Taurus                         |
| 10.01.2020  | 20:00 | Samen. Lycurgus Groningen      | 0:3 (15:25, 23:25, 19:25)               | Draisma Dynamo Apeldoorn       |
| 11.01.2020  | 14:30 | Talentteam Papendal Arnhem     | 2:3 (22:25, 25:18, 25:23, 18:25, 13:15) | Active Living Orion Doetinchem |
| 11.01.2020  | 19:30 | RECO ZVH                       | 3:1 (25:20, 17:25, 25:21, 25:19)        | VoCASA Volleybal Nijmegen      |
| 11.01.2020  | 19:30 | Advisie SSS                    | 0:3 (17:25, 21:25, 15:25)               | Samen. Lycurgus Groningen      |
| 11.01.2020  | 20:00 | VV Zaanstad                    | 0:3 (17:25, 22:25, 18:25)               | Taurus                         |
| 18.01.2020  | 19:30 | Sliedrecht Sport               | 3:0 (25:15, 25:14, 26:24)               | Advisie SSS                    |
| 18.01.2020  | 20:00 | VoCASA Volleybal Nijmegen      | 0:3 (18:25, 13:25, 24:26)               | Draisma Dynamo Apeldoorn       |
| 18.01.2020  | 20:00 | Taurus                         | 3:2 (25:16, 24:26, 25:20, 22:25, 15:13) | RECO ZVH                       |
| 18.01.2020  | 20:00 | Active Living Orion Doetinchem | 3:0 (25:15, 25:18, 25:18)               | VV Zaanstad                    |
| 19.01.2020  | 16:00 | Samen. Lycurgus Groningen      | 3:1 (25:18, 25:16, 23:25, 25:20)        | Talentteam Papendal Arnhem     |
| 21.01.2020  | 19:30 | RECO ZVH                       | 1:3 (26:24, 25:27, 21:25, 17:25)        | Samen. Lycurgus Groningen      |
| 22.01.2020  | 20:00 | Taurus                         | 0:3 (20:25, 18:25, 22:25)               | VoCASA Volleybal Nijmegen      |
| 22.01.2020  | 20:00 | Draisma Dynamo Apeldoorn       | 3:0 (25:21, 25:21, 25:13)               | Sliedrecht Sport               |
| 22.01.2020  | 20:00 | Talentteam Papendal Arnhem     | 3:1 (17:25, 25:15, 25:14, 25:20)        | Advisie SSS                    |
| 25.01.2020  | 19:30 | RECO ZVH                       | 3:0 (25:19, 25:20, 25:22)               | VV Zaanstad                    |
| 25.01.2020  | 19:30 | Advisie SSS                    | 3:2 (22:25, 25:17, 25:14, 20:25, 18:16) | VoCASA Volleybal Nijmegen      |
| 25.01.2020  | 20:00 | Draisma Dynamo Apeldoorn       | 3:0 (25:21, 25:23, 25:22)               | Taurus                         |
| 25.01.2020  | 20:00 | Samen. Lycurgus Groningen      | 3:1 (29:27, 25:15, 29:31, 25:17)        | Active Living Orion Doetinchem |
| 26.01.2020  | 17:00 | Talentteam Papendal Arnhem     | 0:3 (23:25, 20:25, 18:25)               | Sliedrecht Sport               |
| 29.01.2020  | 19:30 | Sliedrecht Sport               | 3:0 (25:18, 25:18, 25:21)               | RECO ZVH                       |
| LUTY        |       |                                |                                         |                                |
| 01.02.2020  | 19:30 | Sliedrecht Sport               | 2:3 (18:25, 20:25, 25:19, 25:20, 7:15)  | Samen. Lycurgus Groningen      |
| 01.02.2020  | 20:00 | VoCASA Volleybal Nijmegen      | 3:1 (27:25, 29:27, 16:25, 26:24)        | Talentteam Papendal Arnhem     |
| 01.02.2020  | 20:00 | Taurus                         | 1:3 (25:21, 19:25, 23:25, 18:25)        | Advisie SSS                    |
| 01.02.2020  | 20:00 | VV Zaanstad                    | 0:3 (18:25, 22:25, 17:25)               | Draisma Dynamo Apeldoorn       |
| 01.02.2020  | 20:00 | Active Living Orion Doetinchem | 3:1 (25:12, 25:20, 23:25, 25:13)        | RECO ZVH                       |
| 08.02.2020  | 14:30 | Talentteam Papendal Arnhem     | 1:3 (22:25, 25:22, 16:25, 20:25)        | Taurus                         |
| 08.02.2020  | 19:30 | Advisie SSS                    | 3:0 (25:13, 25:17, 25:14)               | VV Zaanstad                    |
| 08.02.2020  | 20:00 | Draisma Dynamo Apeldoorn       | 3:0 (25:17, 25:11, 25:21)               | RECO ZVH                       |
| 08.02.2020  | 20:00 | Samen. Lycurgus Groningen      | 3:0 (25:23, 25:19, 25:16)               | VoCASA Volleybal Nijmegen      |
| 08.02.2020  | 20:00 | Active Living Orion Doetinchem | 3:2 (25:18, 29:27, 23:25, 20:25, 15:8)  | Sliedrecht Sport               |

### Tabela
| Lp. | Drużyna                        | Pkt | Mecze | Mecze | Mecze | Rodzaj wyniku | Rodzaj wyniku | Rodzaj wyniku | Rodzaj wyniku | Rodzaj wyniku | Rodzaj wyniku | Sety | Sety | Sety  | Małe punkty | Małe punkty | Małe punkty |
| Lp. | Drużyna                        | Pkt | M     | W     | P     | 3:0           | 3:1           | 3:2           | 2:3           | 1:3           | 0:3           | wyg. | prz. | stos. | zdob.       | str.        | stos.       |
| --- | ------------------------------ | --- | ----- | ----- | ----- | ------------- | ------------- | ------------- | ------------- | ------------- | ------------- | ---- | ---- | ----- | ----------- | ----------- | ----------- |
| 1   | Draisma Dynamo Apeldoorn       | 51  | 18    | 17    | 1     | 15            | 2             | 0             | 0             | 1             | 0             | 52   | 5    | 10.4  | 1419        | 1060        | 1.34        |
| 2   | Samen. Lycurgus Groningen      | 47  | 18    | 16    | 2     | 9             | 6             | 1             | 0             | 1             | 1             | 49   | 14   | 3.5   | 1514        | 1276        | 1.19        |
| 3   | Sliedrecht Sport               | 39  | 18    | 13    | 5     | 8             | 3             | 2             | 2             | 1             | 2             | 44   | 22   | 2     | 1530        | 1335        | 1.15        |
| 4   | Active Living Orion Doetinchem | 39  | 18    | 14    | 4     | 4             | 7             | 3             | 0             | 3             | 1             | 45   | 25   | 1.8   | 1629        | 1470        | 1.11        |
| 5   | RECO ZVH                       | 23  | 18    | 7     | 11    | 4             | 2             | 1             | 3             | 3             | 5             | 30   | 37   | 0.81  | 1406        | 1542        | 0.91        |
| 6   | Taurus                         | 18  | 18    | 6     | 12    | 1             | 2             | 3             | 3             | 2             | 7             | 26   | 44   | 0.59  | 1474        | 1588        | 0.93        |
| 7   | Talentteam Papendal Arnhem     | 16  | 18    | 5     | 13    | 2             | 2             | 1             | 2             | 4             | 7             | 23   | 43   | 0.53  | 1402        | 1524        | 0.92        |
| 8   | Advisie SSS                    | 15  | 18    | 5     | 13    | 1             | 2             | 2             | 2             | 5             | 6             | 24   | 45   | 0.53  | 1408        | 1574        | 0.89        |
| 9   | VoCASA Volleybal Nijmegen      | 15  | 18    | 5     | 13    | 1             | 2             | 2             | 2             | 4             | 7             | 23   | 45   | 0.51  | 1422        | 1575        | 0.9         |
| 10  | VV Zaanstad                    | 7   | 18    | 2     | 16    | 1             | 0             | 1             | 2             | 4             | 10            | 14   | 50   | 0.28  | 1262        | 1522        | 0.83        |

Źródło: Volleybal.nl (niderl.)
Punktacja: 3:0 i 3:1 – 3 pkt; 3:2 – 2 pkt; 2:3 – 1 pkt; 1:3 i 0:3 – 0 pkt
Zasady ustalania kolejności: 1. liczba punktów; 2. stosunek setów; 3. stosunek małych punktów; 4. bilans w bezpośrednich meczach
     Grupa mistrzowska (kampioenspoule)
     Grupa spadkowa (degradatiepoule)

## Grupa mistrzowska (kampioenspoule)

### Tabela wyników
| Gospodarz \ Gość1              | APE | LYC | SLS | DOE | ZVH | TAU |
| ------------------------------ | --- | --- | --- | --- | --- | --- |
| Draisma Dynamo Apeldoorn       | -   | 3:2 | —   | —   | —   | —   |
| Samen. Lycurgus Groningen      | —   | -   | —   | —   | —   | 3:0 |
| Sliedrecht Sport               | 1:3 | 0:3 | -   | -   | —   | —   |
| Active Living Orion Doetinchem | 1:3 | —   | 2:3 | -   | 3:0 | —   |
| RECO ZVH                       | —   | 0:3 | 1:3 | —   | -   | 1:3 |
| Taurus                         | 1:3 | —   | —   | 0:3 | —   | -   |

Źródło: Volleybal.nl (niderl.)
1 Drużyna gospodarzy jest wymieniona po lewej stronie tabeli.
Kolory:
  zwycięstwo gospodarzy 3:0 lub 3:1
  zwycięstwo gospodarzy 3:2
  zwycięstwo gości 3:0 lub 3:1
  zwycięstwo gości 3:2

### Terminarz i wyniki spotkań
| Data        | Godz. | Gospodarz                      | Rezultat                                | Gość                           |
| ----------- | ----- | ------------------------------ | --------------------------------------- | ------------------------------ |
| 1. KOLEJKA  |       |                                |                                         |                                |
| 22.02.2020  | 19:30 | RECO ZVH                       | 0:3 (14:25, 18:25, 17:25)               | Samen. Lycurgus Groningen      |
| 22.02.2020  | 20:00 | Taurus                         | 1:3 (25:22, 21:25, 18:25, 20:25)        | Draisma Dynamo Apeldoorn       |
| 22.02.2020  | 20:00 | Active Living Orion Doetinchem | 2:3 (25:19, 24:26, 25:18, 21:25, 11:15) | Sliedrecht Sport               |
| 2. KOLEJKA  |       |                                |                                         |                                |
| 29.02.2020  | 19:30 | Sliedrecht Sport               | 1:3 (18:25, 25:22, 19:25, 28:30)        | Draisma Dynamo Apeldoorn       |
| 29.02.2020  | 20:00 | Active Living Orion Doetinchem | 3:0 (25:18, 25:15, 25:17)               | RECO ZVH                       |
| 01.03.2020  | 15:00 | Samen. Lycurgus Groningen      | 3:0 (25:18, 25:19, 25:18)               | Taurus                         |
| 3. KOLEJKA  |       |                                |                                         |                                |
| 04.03.2020  | 19:30 | RECO ZVH                       | 1:3 (21:25, 22:25, 25:23, 18:25)        | Sliedrecht Sport               |
| 04.03.2020  | 20:00 | Taurus                         | 0:3 (20:25, 13:25, 18:25)               | Active Living Orion Doetinchem |
| 04.03.2020  | 20:00 | Draisma Dynamo Apeldoorn       | 3:2 (18:25, 25:22, 27:25, 19:25, 15:12) | Samen. Lycurgus Groningen      |
| 4. KOLEJKA  |       |                                |                                         |                                |
| 07.03.2020  | 19:30 | Sliedrecht Sport               | 0:3 (15:25, 16:25, 15:25)               | Samen. Lycurgus Groningen      |
| 07.03.2020  | 19:30 | RECO ZVH                       | 1:3 (24:26, 26:24, 23:25, 16:25)        | Taurus                         |
| 07.03.2020  | 20:30 | Active Living Orion Doetinchem | 1:3 (22:25, 25:23, 18:25, 20:25)        | Draisma Dynamo Apeldoorn       |
| 5. KOLEJKA  |       |                                |                                         |                                |
| 14.03.2020  | —     | Draisma Dynamo Apeldoorn       | mecz anulowany                          | RECO ZVH                       |
| 14.03.2020  | —     | Samen. Lycurgus Groningen      | mecz anulowany                          | Active Living Orion Doetinchem |
| 15.03.2020  | —     | Taurus                         | mecz anulowany                          | Sliedrecht Sport               |
| 6. KOLEJKA  |       |                                |                                         |                                |
| 21.03.2020  | —     | RECO ZVH                       | mecz anulowany                          | Active Living Orion Doetinchem |
| 21.03.2020  | —     | Draisma Dynamo Apeldoorn       | mecz anulowany                          | Sliedrecht Sport               |
| 22.03.2020  | —     | Taurus                         | mecz anulowany                          | Samen. Lycurgus Groningen      |
| 7. KOLEJKA  |       |                                |                                         |                                |
| 25.03.2020  | —     | Samen. Lycurgus Groningen      | mecz anulowany                          | Draisma Dynamo Apeldoorn       |
| 25.03.2020  | —     | Sliedrecht Sport               | mecz anulowany                          | RECO ZVH                       |
| 25.03.2020  | —     | Active Living Orion Doetinchem | mecz anulowany                          | Taurus                         |
| 8. KOLEJKA  |       |                                |                                         |                                |
| 28.03.2020  | —     | Taurus                         | mecz anulowany                          | RECO ZVH                       |
| 28.03.2020  | —     | Draisma Dynamo Apeldoorn       | mecz anulowany                          | Active Living Orion Doetinchem |
| 29.03.2020  | —     | Samen. Lycurgus Groningen      | mecz anulowany                          | Sliedrecht Sport               |
| 9. KOLEJKA  |       |                                |                                         |                                |
| 04.04.2020  | —     | RECO ZVH                       | mecz anulowany                          | Draisma Dynamo Apeldoorn       |
| 04.04.2020  | —     | Active Living Orion Doetinchem | mecz anulowany                          | Samen. Lycurgus Groningen      |
| 04.04.2020  | —     | Sliedrecht Sport               | mecz anulowany                          | Taurus                         |
| 10. KOLEJKA |       |                                |                                         |                                |
| 11.04.2020  | —     | Samen. Lycurgus Groningen      | mecz anulowany                          | RECO ZVH                       |
| 11.04.2020  | —     | Sliedrecht Sport               | mecz anulowany                          | Active Living Orion Doetinchem |
| 11.04.2020  | —     | Draisma Dynamo Apeldoorn       | mecz anulowany                          | Taurus                         |

### Tabela
| Lp. | Drużyna                        | Pkt | Mecze | Mecze | Mecze | Rodzaj wyniku | Rodzaj wyniku | Rodzaj wyniku | Rodzaj wyniku | Rodzaj wyniku | Rodzaj wyniku | Sety | Sety | Sety  | Małe punkty | Małe punkty | Małe punkty |
| Lp. | Drużyna                        | Pkt | M     | W     | P     | 3:0           | 3:1           | 3:2           | 2:3           | 1:3           | 0:3           | wyg. | prz. | stos. | zdob.       | str.        | stos.       |
| --- | ------------------------------ | --- | ----- | ----- | ----- | ------------- | ------------- | ------------- | ------------- | ------------- | ------------- | ---- | ---- | ----- | ----------- | ----------- | ----------- |
| 1 | Draisma Dynamo Apeldoorn       | 16  | 4     | 4     | 0     | 0             | 3             | 1             | 0             | 0             | 0             | 12   | 5    | 2.4   | 401         | 368         | 1.09        |
| 2 | Samen. Lycurgus Groningen      | 14  | 4     | 3     | 1     | 3             | 0             | 0             | 1             | 0             | 0             | 11   | 3    | 3.67  | 334         | 254         | 1.31        |
| 3 | Active Living Orion Doetinchem | 9   | 4     | 2     | 2     | 2             | 0             | 0             | 1             | 1             | 0             | 9    | 6    | 1.5   | 341         | 302         | 1.13        |
| 4 | Sliedrecht Sport               | 8   | 4     | 2     | 2     | 0             | 1             | 1             | 0             | 1             | 1             | 7    | 9    | 0.78  | 337         | 369         | 0.91        |
| 5 | Taurus                         | 3   | 4     | 1     | 3     | 0             | 1             | 0             | 0             | 1             | 2             | 4    | 10   | 0.4   | 290         | 336         | 0.86        |
| 6 | RECO ZVH                       | 1   | 4     | 0     | 4     | 0             | 0             | 0             | 0             | 2             | 2             | 2    | 12   | 0.17  | 274         | 348         | 0.79        |
| Źródło: Volleybal.nl (niderl.) Zasady ustalania kolejności: 1. liczba zdobytych punktów; 2. wyższy stosunek setów; 3. wyższy stosunek małych punktów. Punktacja: 3:0 i 3:1 - 3 pkt; 3:2 - 2 pkt; 2:3 - 1 pkt; 1:3 i 0:3 - 0 pkt Uwaga: Kluby grupę mistrzowską zaczynały z następującą liczbą punktów: - 1. miejsce w fazie zasadniczej – Draisma Dynamo Apeldoorn – 5 pkt; - 2. miejsce w fazie zasadniczej – Samen. Lycurgus Groningen – 4 pkt; - 3. miejsce w fazie zasadniczej – Sliedrecht Sport – 3 pkt; - 4. miejsce w fazie zasadniczej – Active Living Orion Doetinchem – 2 pkt; - 5. miejsce w fazie zasadniczej – RECO ZVH – 1 pkt; - 6. miejsce w fazie zasadniczej – Taurus – 0 pkt. |                                |     |       |       |       |               |               |               |               |               |               |      |      |       |             |             |             |

## Finały
W finałach miały uczestniczyć dwie najlepsze drużyny w grupie mistrzowskiej. Miały one grać do trzech zwycięstw ze zmianą gospodarza po każdym spotkaniu. Ze względu na przerwanie rozgrywek w trakcie rywalizacji w grupie mistrzowskiej mecze finałowe nie odbyły się.

## Grupa spadkowa (degradatiepoule)

### Tabela wyników
| Gospodarz \ Gość1         | SSS | VOC | ZAA |
| ------------------------- | --- | --- | --- |
| Advisie SSS               | -   | —   | 3:0 |
| VoCASA Volleybal Nijmegen | —   | -   | —   |
| VV Zaanstad               | —   | 3:2 | -   |

Źródło: Volleybal.nl (niderl.)
1 Drużyna gospodarzy jest wymieniona po lewej stronie tabeli.
Kolory:
  zwycięstwo gospodarzy 3:0 lub 3:1
  zwycięstwo gospodarzy 3:2
  zwycięstwo gości 3:0 lub 3:1
  zwycięstwo gości 3:2

### Terminarz i wyniki spotkań
| Data       | Godz. | Gospodarz                 | Rezultat                                | Gość                      |
| ---------- | ----- | ------------------------- | --------------------------------------- | ------------------------- |
| 1. KOLEJKA |       |                           |                                         |                           |
| 01.03.2020 | 17:00 | VV Zaanstad               | 3:2 (26:24, 15:25, 25:20, 18:25, 15:13) | VoCASA Volleybal Nijmegen |
| 07.03.2020 | 19:30 | Advisie SSS               | 3:0 (25:23, 25:20, 25:22)               | VV Zaanstad               |
| 14.03.2020 | —     | VoCASA Volleybal Nijmegen | mecz anulowany                          | Advisie SSS               |
| 2. KOLEJKA |       |                           |                                         |                           |
| 22.03.2020 | —     | VV Zaanstad               | mecz anulowany                          | Advisie SSS               |
| 28.03.2020 | —     | Advisie SSS               | mecz anulowany                          | VoCASA Volleybal Nijmegen |
| 04.04.2020 | —     | VoCASA Volleybal Nijmegen | mecz anulowany                          | VV Zaanstad               |

### Tabela
| Lp. | Drużyna                   | Pkt | Mecze | Mecze | Mecze | Rodzaj wyniku | Rodzaj wyniku | Rodzaj wyniku | Rodzaj wyniku | Rodzaj wyniku | Rodzaj wyniku | Sety | Sety | Sety  | Małe punkty | Małe punkty | Małe punkty |
| Lp. | Drużyna                   | Pkt | M     | W     | P     | 3:0           | 3:1           | 3:2           | 2:3           | 1:3           | 0:3           | wyg. | prz. | stos. | zdob.       | str.        | stos.       |
| --- | ------------------------- | --- | ----- | ----- | ----- | ------------- | ------------- | ------------- | ------------- | ------------- | ------------- | ---- | ---- | ----- | ----------- | ----------- | ----------- |
| 1 | Advisie SSS               | 5   | 1     | 1     | 0     | 1             | 0             | 0             | 0             | 0             | 0             | 3    | 0    | MAX   | 75          | 65          | 1.15        |
| 2 | VoCASA Volleybal Nijmegen | 2   | 1     | 0     | 1     | 0             | 0             | 0             | 1             | 0             | 0             | 2    | 3    | 0.67  | 107         | 99          | 1.08        |
| 3 | VV Zaanstad               | 2   | 2     | 1     | 1     | 0             | 0             | 1             | 0             | 0             | 1             | 3    | 5    | 0.6   | 164         | 182         | 0.9         |
| Źródło: Volleybal.nl (niderl.) Zasady ustalania kolejności: 1. liczba zdobytych punktów; 2. wyższy stosunek setów; 3. wyższy stosunek małych punktów. Punktacja: 3:0 i 3:1 - 3 pkt; 3:2 - 2 pkt; 2:3 - 1 pkt; 1:3 i 0:3 - 0 pkt Uwaga: Kluby grupę spadkową zaczynały z następującą liczbą punktów: - 1. miejsce w fazie zasadniczej – Advisie SSS – 2 pkt; - 2. miejsce w fazie zasadniczej – VoCASA Volleybal Nijmegen – 1 pkt; - 3. miejsce w fazie zasadniczej – VV Zaanstad – 0 pkt. |                           |     |       |       |       |               |               |               |               |               |               |      |      |       |             |             |             |

     spadek do Topdivisie

## Statystyki

### Sety i małe punkty
| Faza              | Mecze | Sety (średnio na mecz) | Sety (średnio na mecz) | Małe punkty (średnio na set) | Małe punkty (średnio na set) |
| ----------------- | ----- | ---------------------- | ---------------------- | ---------------------------- | ---------------------------- |
| Faza zasadnicza   | 90    | 330                    | 3,67                   | 14466                        | 43,84                        |
| Grupa mistrzowska | 12    | 45                     | 3,75                   | 1977                         | 43,93                        |
| Finały            | —     | —                      | —                      | —                            | —                            |
| Grupa spadkowa    | 2     | 8                      | 4,00                   | 346                          | 43,25                        |
| Razem             | 104   | 383                    | 3,68                   | 16789                        | 43,84                        |

### Rankingi zawodników i drużynowe
| Miejsce | Zawodnik                                     | *   | Zespół                         | *    |
| ------- | -------------------------------------------- | --- | ------------------------------ | ---- |
| 1       | Dylan Boerefijn (Taurus)                     | 356 | Active Living Orion Doetinchem | 1373 |
| 2       | Yorick de Groot (Sliedrecht Sport)           | 327 | Samen. Lycurgus Groningen      | 1340 |
| 3       | Adam White (Active Living Orion Doetinchem)  | 323 | Draisma Dynamo Apeldoorn       | 1320 |
| 4       | Colin Zuijdgeest (VoCASA Volleybal Nijmegen) | 301 | Sliedrecht Sport               | 1312 |
| 5       | Ricardo Hofman (RECO ZVH)                    | 255 | Taurus                         | 1205 |

| Miejsce | Zawodnik                                     | *   | Zespół                         | *    |
| ------- | -------------------------------------------- | --- | ------------------------------ | ---- |
| 1       | Dylan Boerefijn (Taurus)                     | 323 | Active Living Orion Doetinchem | 1037 |
| 2       | Yorick de Groot (Sliedrecht Sport)           | 278 | Draisma Dynamo Apeldoorn       | 1006 |
| 3       | Adam White (Active Living Orion Doetinchem)  | 275 | Taurus                         | 978  |
| 4       | Colin Zuijdgeest (VoCASA Volleybal Nijmegen) | 270 | Sliedrecht Sport               | 971  |
| 5       | Jeroen Rauwerdink (Draisma Dynamo Apeldoorn) | 222 | Samen. Lycurgus Groningen      | 955  |

| Miejsce                                                              | Zawodnik                                     | *     | Zespół                     | *     |
| -------------------------------------------------------------------- | -------------------------------------------- | ----- | -------------------------- | ----- |
| 1                                                                    | Duco Krook (VoCASA Volleybal Nijmegen)       | 56,56 | Draisma Dynamo Apeldoorn   | 50,58 |
| 2                                                                    | Jeroen Rauwerdink (Draisma Dynamo Apeldoorn) | 51,51 | Samen. Lycurgus Groningen  | 46,45 |
| 3                                                                    | Adam White (Active Living Orion Doetinchem)  | 50,83 | Advisie SSS                | 45,67 |
| 4                                                                    | Mees Blom (VV Zaanstad)                      | 50,75 | Sliedrecht Sport           | 45,57 |
| 5                                                                    | Collin Mahan (Samen. Lycurgus Groningen)     | 50,15 | Talentteam Papendal Arnhem | 45,18 |
| Ranking obejmuje zawodników, którzy wykonali co najmniej 200 ataków. |                                              |       |                            |       |

| Miejsce | Zawodnik                                     | *  | Zespół                         | *   |
| ------- | -------------------------------------------- | -- | ------------------------------ | --- |
| 1       | Wessel Anker (Sliedrecht Sport)              | 69 | Samen. Lycurgus Groningen      | 236 |
| 2       | Marijn van Gool (VV Zaanstad)                | 68 | Draisma Dynamo Apeldoorn       | 210 |
| 3       | Dennis Borst (Samen. Lycurgus Groningen)     | 60 | Sliedrecht Sport               | 207 |
| 4       | Ludrich Inocente (RECO ZVH)                  | 54 | Active Living Orion Doetinchem | 190 |
| 5       | Hossein Ghanbari (Samen. Lycurgus Groningen) | 48 | RECO ZVH                       | 186 |

| Miejsce | Zawodnik                                    | *  | Zespół                         | *   |
| ------- | ------------------------------------------- | -- | ------------------------------ | --- |
| 1       | Bennie Tuinstra (Samen. Lycurgus Groningen) | 38 | Samen. Lycurgus Groningen      | 149 |
| 2       | Yorick de Groot (Sliedrecht Sport)          | 34 | Active Living Orion Doetinchem | 146 |
| 3       | Pim Kamps (Active Living Orion Doetinchem)  | 33 | Sliedrecht Sport               | 134 |
| 4       | Adam White (Active Living Orion Doetinchem) | 29 | Draisma Dynamo Apeldoorn       | 104 |
| 5       | Ludrich Inocente (RECO ZVH)                 | 28 | RECO ZVH                       | 96  |

| Miejsce                                                               | Zawodnik                                     | %     | Zespół                    | %     |
| --------------------------------------------------------------------- | -------------------------------------------- | ----- | ------------------------- | ----- |
| 1                                                                     | Jeroen Rauwerdink (Draisma Dynamo Apeldoorn) | 62,80 | Taurus                    | 56,85 |
| 2                                                                     | Tom Koops (Advisie SSS)                      | 60,93 | Draisma Dynamo Apeldoorn  | 56,26 |
| 3                                                                     | Mika Prins (RECO ZVH)                        | 60,61 | Samen. Lycurgus Groningen | 56,05 |
| 4                                                                     | Mats Bleeker (Taurus)                        | 60,27 | RECO ZVH                  | 55,69 |
| 5                                                                     | Ricardo Hofman (RECO ZVH)                    | 60,24 | VV Zaanstad               | 54,34 |
| Ranking obejmuje zawodników, którzy wykonali co najmniej 100 przyjęć. |                                              |       |                           |       |

Źródło: 

## Składy drużyn
| Active Living Orion Doetinchem | Active Living Orion Doetinchem | Active Living Orion Doetinchem | Active Living Orion Doetinchem | Active Living Orion Doetinchem |
| Nr                             | Imię i nazwisko                | Data ur.                       | Wzrost                         | Pozycja                        |
| ------------------------------ | ------------------------------ | ------------------------------ | ------------------------------ | ------------------------------ |
| 1                              | Jannes van der Ham             | 09.04.1995                     | 198                            | środkowy                       |
| 2                              | Sebastiaan van Bemmelen        | 18.08.1989                     | 207                            | środkowy                       |
| 3                              | David Bes                      | 18.11.1999                     | 200                            | środkowy                       |
| 4                              | Rudy Schneider                 | 07.10.2000                     | 191                            | atakujący                      |
| 5                              | Jelle Hilarius                 | 10.10.1988                     | 203                            | atakujący                      |
| 6                              | Peter Ogink                    | 19.03.1993                     | 190                            | przyjmujący                    |
| 7                              | Pim Kamps                      | 25.10.1987                     | 190                            | rozgrywający/przyjmujący       |
| 8                              | Szalew Saada                   | 01.05.1992                     | 197                            | przyjmujący                    |
| 9                              | Adam White                     | 08.11.1989                     | 205                            | przyjmujący                    |
| 10                             | Rob Jorna                      | 03.10.1992                     | 192                            | libero                         |
| 11                             | Jordi van Andel                | 07.10.1999                     | 183                            | libero                         |
| 12                             | Ieuan Lamb                     | 12.01.1995                     | 195                            | środkowy                       |
| 15                             | Noah van Dam                   | 09.06.1999                     | 192                            | rozgrywający                   |
| 16                             | Menno van der Ster             | 05.07.2001                     | 195                            | przyjmujący                    |
| Trenerzy                       |                                |                                |                                |                                |
|                                | Martijn van Goeverden          | Trener                         | Trener                         | Trener                         |
|                                | Joris Marcelis                 | Asystent trenera               | Asystent trenera               | Asystent trenera               |

| Advisie SSS | Advisie SSS            | Advisie SSS       | Advisie SSS       | Advisie SSS           |
| Nr          | Imię i nazwisko        | Data ur.          | Wzrost            | Pozycja               |
| ----------- | ---------------------- | ----------------- | ----------------- | --------------------- |
| 1           | Aart Kooiman           | 29.09.1990        | 200               | środkowy              |
| 2           | Alex Meijs             | 26.03.1999        | 199               | przyjmujący/atakujący |
| 3           | Hugo van Garderen      | 07.12.1996        | 191               | rozgrywający          |
| 4           | Niek Bakker            | 07.03.1999        | 193               | środkowy              |
| 6           | Maurice Coolen         | 07.09.1998        | 188               | rozgrywający          |
| 7           | Job Groenendaal        | 13.02.1998        | 195               | atakujący             |
| 8           | Julius Held            | 29.04.1996        | 189               | libero                |
| 9           | Bram Berger            | 27.04.2001        | 201               | atakujący             |
| 9           | Nick Hebing            | 10.06.1999        | 192               | przyjmujący           |
| 10          | Dwin Brouwer           | 11.01.1991        | 198               | środkowy              |
| 11          | Cas Abraham            | 17.05.1999        | 190               | przyjmujący           |
| 12          | Arjan Roelofs          | 26.11.1992        | 192               | przyjmujący           |
| 13          | Robin Boekhoudt        | 13.03.2001        |                   | środkowy              |
| 14          | Tom Koops              | 10.12.2000        | 190               | przyjmujący           |
| 14          | Sil Meijs              | 13.03.2002        |                   | przyjmujący           |
| 15          | Dustin Bontrop         | 05.02.1996        | 177               | libero                |
| 15          | Thijs van Gessel       | 20.03.2000        | 180               | libero                |
| Trenerzy    |                        |                   |                   |                       |
|             | Olaf Ratterman         | Trener            | Trener            | Trener                |
|             | Tom Buijs              | Asystenci trenera | Asystenci trenera | Asystenci trenera     |
|             | Lourens van der Linden | Asystenci trenera | Asystenci trenera | Asystenci trenera     |

| Draisma Dynamo Apeldoorn | Draisma Dynamo Apeldoorn | Draisma Dynamo Apeldoorn | Draisma Dynamo Apeldoorn | Draisma Dynamo Apeldoorn |
| Nr                       | Imię i nazwisko          | Data ur.                 | Wzrost                   | Pozycja                  |
| ------------------------ | ------------------------ | ------------------------ | ------------------------ | ------------------------ |
| 2                        | Jeroen Rauwerdink        | 13.09.1985               | 200                      | przyjmujący              |
| 3                        | Joris Berkhout           | 02.10.1999               | 195                      | rozgrywający             |
| 5                        | Sjors Tijhuis            | 31.12.2000               | 197                      | środkowy                 |
| 6                        | Nico Manenschijn         | 06.12.1994               | 197                      | środkowy                 |
| 7                        | Rik van Solkema          | 11.06.1999               | 198                      | atakujący                |
| 7                        | Rik Wagendorp            | 15.08.1996               | 200                      | środkowy                 |
| 8                        | Freek de Weijer          | 30.10.1995               | 185                      | rozgrywający             |
| 9                        | Michiel van Dorsten      | 08.08.1986               | 212                      | środkowy                 |
| 9                        | Renzo Verschuren         | 24.06.1981               | 193                      | środkowy                 |
| 10                       | Maikel van Zeist         | 16.09.1994               | 200                      | środkowy                 |
| 14                       | Wessel Blom              | 05.07.1993               | 199                      | przyjmujący              |
| 15                       | Bram Langevoort          | 05.04.1993               | 202                      | przyjmujący              |
| 16                       | Mats Kruiswijk           | 12.12.1989               | 185                      | libero                   |
| 19                       | Seain Cook               | 19.11.1991               | 191                      | przyjmujący              |
| 20                       | Jeffrey Klok             | 29.10.1998               | 189                      | libero                   |
| 21                       | Lennaert Hogenhout       | 04.05.2002               | 198                      | przyjmujący              |
| 21                       | Twan Peters              | 30.12.2001               | 185                      | przyjmujący              |
| 21                       | Mike van Cooten          | 23.05.1999               | 200                      | przyjmujący              |
| 21                       | Robin van Weerd          | 25.07.1999               |                          |                          |
| Trenerzy                 |                          |                          |                          |                          |
|                          | Redbad Strikwerda        | Trener                   | Trener                   | Trener                   |
|                          | Michiel van Dorsten      | Asystent trenera         | Asystent trenera         | Asystent trenera         |

| RECO ZVH | RECO ZVH                  | RECO ZVH         | RECO ZVH         | RECO ZVH         |
| Nr       | Imię i nazwisko           | Data ur.         | Wzrost           | Pozycja          |
| -------- | ------------------------- | ---------------- | ---------------- | ---------------- |
| 1        | Gianno Beij               | 03.02.1992       | 198              | atakujący        |
| 2        | Chris van Mullem          | 12.08.1992       | 193              | przyjmujący      |
| 3        | Bram Wiltenburg           | 28.08.2001       | 194              | rozgrywający     |
| 4        | Timothy Scheffers         | 04.04.1997       | 184              | rozgrywający     |
| 5        | Ludrich Inocente          | 13.09.1996       | 204              | środkowy         |
| 6        | Ricardo Hofman            | 17.07.1998       | 199              | przyjmujący      |
| 7        | Jan-Jaap van Schuylenburg | 25.02.1989       | 198              | środkowy         |
| 9        | Max Nieuwstad             | 27.07.1998       | 195              | atakujący        |
| 10       | Benjamin Parkinson        | 14.08.1997       | 200              | środkowy         |
| 11       | Cain van Hal              | 10.03.1996       | 185              | przyjmujący      |
| 12       | Thomas van Rij            | 03.03.1992       | 186              | przyjmujący      |
| 13       | Mika Prins                | 16.08.1999       | 186              | libero           |
| 14       | Tom van Steenis           | 01.03.1996       | 186              | środkowy         |
| Trenerzy |                           |                  |                  |                  |
|          | Kristian van der Wel      | Trener           | Trener           | Trener           |
|          | Ronald Kooijman           | Asystent trenera | Asystent trenera | Asystent trenera |

| Samen. Lycurgus Groningen | Samen. Lycurgus Groningen | Samen. Lycurgus Groningen | Samen. Lycurgus Groningen | Samen. Lycurgus Groningen |
| Nr                        | Imię i nazwisko           | Data ur.                  | Wzrost                    | Pozycja                   |
| ------------------------- | ------------------------- | ------------------------- | ------------------------- | ------------------------- |
| 1                         | Sam Gortzak               | 15.03.1995                | 190                       | rozgrywający              |
| 3                         | Stijn Held                | 03.11.1994                | 189                       | rozgrywający              |
| 5                         | Collin Mahan              | 30.01.1997                | 197                       | przyjmujący               |
| 6                         | Geoffrey van Gent         | 23.10.1996                | 197                       | atakujący                 |
| 7                         | Frits van Gestel          | 08.12.1992                | 196                       | przyjmujący               |
| 8                         | Steven Ottevanger         | 07.01.1995                | 183                       | libero                    |
| 9                         | Erik van der Schaaf       | 12.12.1993                | 190                       | przyjmujący               |
| 10                        | Mitch Perinar             | 12.12.1995                | 201                       | atakujący                 |
| 11                        | Sander Scheper            | 14.12.1995                | 204                       | środkowy                  |
| 12                        | Daan Nijeboer             | 07.03.2000                | 186                       | libero                    |
| 13                        | Hossein Ghanbari          | 19.08.1990                | 204                       | środkowy                  |
| 18                        | Dennis Borst              | 01.02.1992                | 198                       | środkowy                  |
| 21                        | Bennie Tuinstra           | 13.09.2000                | 200                       | przyjmujący               |
| Trenerzy                  |                           |                           |                           |                           |
|                           | Arjan Taaij               | Trener                    | Trener                    | Trener                    |
|                           | Gerard Smit               | Asystent trenera          | Asystent trenera          | Asystent trenera          |

| Sliedrecht Sport | Sliedrecht Sport     | Sliedrecht Sport | Sliedrecht Sport | Sliedrecht Sport |
| Nr               | Imię i nazwisko      | Data ur.         | Wzrost           | Pozycja          |
| ---------------- | -------------------- | ---------------- | ---------------- | ---------------- |
| 1                | Niels Vermeulen      | 06.02.1995       | 195              | rozgrywający     |
| 2                | Rick van der Sluis   | 15.10.1999       | 195              | rozgrywający     |
| 3                | Marius den Hartog    | 09.04.1999       | 193              | atakujący        |
| 4                | Michael van Leeuwe   | 04.07.1988       | 198              | środkowy         |
| 5                | Yorick de Groot      | 06.07.2000       | 192              | przyjmujący      |
| 5                | Martijn de Haan      | 29.05.1997       | 195              | przyjmujący      |
| 6                | Bart Yark            | 22.02.1994       | 192              | przyjmujący      |
| 7                | Wessel Anker         | 25.06.1990       | 200              | środkowy         |
| 8                | David Azantinlow     | 24.06.1980       | 192              | środkowy         |
| 9                | Jeffrey van Wijk     | 24.02.1993       | 190              | przyjmujący      |
| 10               | Gerard Baan          | 04.05.1993       | 189              | atakujący        |
| 11               | Mart de Groot        | 11.10.2002       | 184              | libero           |
| 12               | Ruben van der Leeden | 06.11.1992       | 184              | libero           |
| 14               | Rick Julicher        | 07.10.1999       |                  | środkowy         |
| 14               | Jelle van Rekom      | 24.12.1999       |                  | rozgrywający     |
| Trenerzy         |                      |                  |                  |                  |
|                  | Paul van der Ven     | Trener           | Trener           | Trener           |
|                  | Marnix Elbers        | Asystent trenera | Asystent trenera | Asystent trenera |

| Talentteam Papendal Arnhem | Talentteam Papendal Arnhem     | Talentteam Papendal Arnhem | Talentteam Papendal Arnhem | Talentteam Papendal Arnhem |
| Nr                         | Imię i nazwisko                | Data ur.                   | Wzrost                     | Pozycja                    |
| -------------------------- | ------------------------------ | -------------------------- | -------------------------- | -------------------------- |
| 1                          | Jasper Wijkstra                | 29.04.2002                 | 203                        | przyjmujący                |
| 2                          | Mathijs Apine                  | 18.03.2002                 | 203                        | środkowy                   |
| 3                          | Markus Held                    | 19.08.2000                 | 192                        | rozgrywający               |
| 4                          | Nick Martherus                 | 27.05.2001                 | 180                        | libero                     |
| 5                          | Martijn Brilhuis               | 30.01.2001                 | 202                        | przyjmujący                |
| 6                          | Luuk Hofhuis                   | 28.09.2001                 | 202                        | środkowy                   |
| 7                          | Kyran Versteegen               | 11.03.2003                 | 189                        | przyjmujący                |
| 8                          | Yannick Bak                    | 30.11.2001                 | 197                        | przyjmujący                |
| 9                          | Leon Luini                     | 19.11.2000                 | 197                        | przyjmujący                |
| 10                         | Luuk Hoge Bavel                | 14.12.2001                 | 196                        | przyjmujący                |
| 11                         | Daan Streutker                 | 21.07.1999                 | 201                        | atakujący                  |
| 12                         | Tieme de Jong                  | 10.11.2001                 | 195                        | rozgrywający               |
| 13                         | Kian Macnack                   | 26.01.2003                 | 202                        | atakujący                  |
| 16                         | Sjoerd Zegwaard                | 15.03.2003                 | 201                        | środkowy                   |
| Trenerzy                   |                                |                            |                            |                            |
|                            | Arnold van Ree (od 22.10.2019) | Trener                     | Trener                     | Trener                     |
|                            | Claudio Gewehr (do 22.10.2019) | Trener                     | Trener                     | Trener                     |
|                            | Arnold van Ree (do 22.10.2019) | Asystent trenera           | Asystent trenera           | Asystent trenera           |

| Taurus   | Taurus               | Taurus           | Taurus           | Taurus           |
| Nr       | Imię i nazwisko      | Data ur.         | Wzrost           | Pozycja          |
| -------- | -------------------- | ---------------- | ---------------- | ---------------- |
| 1        | Timo Gras            | 11.03.1993       | 188              | przyjmujący      |
| 2        | Daan Haanappel       | 29.09.1998       | 182              | rozgrywający     |
| 3        | Jens de Hoogh        | 21.06.1999       | 194              | przyjmujący      |
| 4        | Mats Bleeker         | 07.05.1998       | 180              | libero           |
| 5        | Flor Polinder        | 21.04.1996       | 180              | rozgrywający     |
| 6        | Lars Groeneveld      | 27.10.1996       | 201              | środkowy         |
| 6        | Jelle van Jaarsveld  | 04.04.1988       | 205              | przyjmujący      |
| 7        | Dylan Boerefijn      | 06.09.1995       | 202              | atakujący        |
| 8        | Tom van den Boogaard | 08.02.1992       | 193              | przyjmujący      |
| 8        | Hans van Westrienen  | 26.04.1991       | 186              | przyjmujący      |
| 9        | Leroy Boerefijn      | 17.03.1993       | 201              | środkowy         |
| 10       | Thijs Bouwman        | 16.08.1983       | 198              | środkowy         |
| 10       | Ivar de Waard        | 04.06.1997       | 202              | atakujący        |
| 10       | Timo Noordhoek       | 10.12.1998       | 199              | atakujący        |
| 11       | Robin Schols         | 02.10.2002       |                  |                  |
| 12       | Jorg de Waard        | 08.03.1994       | 196              | środkowy         |
| 18       | Finn Frielink        | 18.08.1993       | 194              | przyjmujący      |
| Trenerzy |                      |                  |                  |                  |
|          | Erik Gras            | Trener           | Trener           | Trener           |
|          | Niels Plinck         | Asystent trenera | Asystent trenera | Asystent trenera |

| VoCASA Volleybal Nijmegen | VoCASA Volleybal Nijmegen    | VoCASA Volleybal Nijmegen | VoCASA Volleybal Nijmegen | VoCASA Volleybal Nijmegen |
| Nr                        | Imię i nazwisko              | Data ur.                  | Wzrost                    | Pozycja                   |
| ------------------------- | ---------------------------- | ------------------------- | ------------------------- | ------------------------- |
| 1                         | Zachary Palánkai-Omoshebi    | 11.08.1998                | 210                       | rozgrywający              |
| 2                         | Dion Verweij                 | 26.08.1998                | 198                       | środkowy                  |
| 3                         | Max van der Weerden          | 03.03.1999                | 190                       | przyjmujący               |
| 4                         | Colin Zuijdgeest             | 08.09.1998                | 203                       | przyjmujący/atakujący     |
| 5                         | Imre Harnischmacher          | 07.06.1995                | 200                       | przyjmujący               |
| 6                         | Nikita Artamonov             | 22.03.1998                | 192                       | rozgrywający              |
| 7                         | Dicky Kottink                | 20.11.1994                | 189                       | rozgrywający              |
| 8                         | Jesper van Muijden           | 13.02.2001                | 200                       | środkowy                  |
| 9                         | Joris Zwanenburg             | 13.09.1995                | 193                       | przyjmujący               |
| 10                        | Duco Krook                   | 18.02.1996                | 197                       | środkowy                  |
| 12                        | Nils Fleuren                 | 28.01.1994                | 180                       | libero                    |
| 16                        | Robert Poole (od 16.01.2020) | 19.06.1996                | 201                       | atakujący                 |
| Trenerzy                  |                              |                           |                           |                           |
|                           | Joost Joosten                | Trener                    | Trener                    | Trener                    |
|                           | Misha Latuhihin              | Asystent trenera          | Asystent trenera          | Asystent trenera          |

| VV Zaanstad | VV Zaanstad          | VV Zaanstad      | VV Zaanstad      | VV Zaanstad      |
| Nr          | Imię i nazwisko      | Data ur.         | Wzrost           | Pozycja          |
| ----------- | -------------------- | ---------------- | ---------------- | ---------------- |
| 1           | Rueben Schoones      | 26.07.1991       | 185              | libero           |
| 2           | Jesse Meijer         | 29.04.1992       |                  | atakujący        |
| 2           | Dmitrijs Sekijevskis | 05.07.1992       | 185              | przyjmujący      |
| 3           | Robin Ottenhof       | 01.01.2000       | 195              | środkowy         |
| 4           | Marijn van Gool      | 25.09.1989       | 205              | środkowy         |
| 5           | Koen Baas            | 04.05.1995       | 189              | rozgrywający     |
| 6           | Guido Spooren        | 28.09.1994       | 198              | rozgrywający     |
| 7           | Lesley Kef           | 23.01.1994       | 184              | przyjmujący      |
| 8           | Daniël Homburg       | 01.10.1992       | 189              | atakujący        |
| 8           | Daniël Hoonhout      | 03.09.1994       | 194              | środkowy         |
| 9           | Max van Straten      | 20.12.1998       | 198              | przyjmujący      |
| 10          | Hidde Uittenbosch    | 10.12.1989       | 192              | przyjmujący      |
| 10          | Kjeld Broekema       | 04.07.1995       | 191              | przyjmujący      |
| 11          | Railyson Espoza      | 10.08.1992       | 194              | środkowy         |
| 12          | Erwin Huinen         | 11.04.1987       | 197              | atakujący        |
| 13          | Joris Burger         | 05.07.1997       | 186              | przyjmujący      |
| 13          | Mees Blom            | 05.09.1998       | 201              | przyjmujący      |
| Trenerzy    |                      |                  |                  |                  |
|             | Sandor Rieuwers      | Trener           | Trener           | Trener           |
|             | Derk de Saegher      | Asystent trenera | Asystent trenera | Asystent trenera |